# Parastygarctus sterreri
Parastygarctus sterreri is een soort in de taxonomische indeling van de beerdiertjes (Tardigrada). 
Het diertje behoort tot het geslacht Parastygarctus en behoort tot de familie Stygarctidae. De wetenschappelijke naam van de soort werd voor het eerst geldig gepubliceerd in 1970 door Renaud-Mornant.